# Tijdlijn van de ruimtevaart (1963-1969)
Hieronder een tijdlijn van gebeurtenissen in de ruimtevaart in de periode van 1963 tot en met 1969.

## 1963tot1969
| 15 mei       | 1963 | Gordon Cooper maakt met de Mercury MA-9 tweeëntwintig omwentelingen om de aarde. Tijdens de laatste omwentelingen treden er ernstige problemen op met instrumenten en apparatuur, maar Cooper maakt een geslaagde landing. De Verenigde Staten zetten hun bemande ruimtevluchten voort in de vorm van het Geminiprogramma. |
| 14 juni      | 1963 | Lancering van de Vostok 5 met aan boord Valeri Bykovski. |
| 16 juni      | 1963 | Twee dagen na de lancering van Vostok 5 volgt Vostok 6 met aan boord Valentina Tereshkova, die daarmee de eerste vrouw in de ruimte wordt. De Vostok 5 en 6 naderen elkaar tot op minder dan 5 km en hebben onderling radiocontact. Vostok 6 is de laatste vlucht in het kader van het Vostokprogramma. |
| 2 december   | 1963 | Op Texel lanceert het Nederlands Nationaal Lucht- en Ruimtevaartlaboratorium een Omor-raket, die een hoogte van 10 km bereikt. |
| 28 juli      | 1964 | De Amerikaanse Ranger 7 (363 kg, met zes videocamera's aan boord) wordt gelanceerd door middel van een Atlas-Agena-raketcombinatie. Het is de bedoeling dat het projectiel de maan zal bereiken. |
| 31 juli      | 1964 | De Amerikaanse Ranger bereikt de maan. Tijdens de laatste 13 minuten van de val op de maan worden door de camera's zeer geslaagde opnamen van de maanbodem gemaakt. De sonde maakt 4316 opnames van de maanbodem voordat hij te pletter slaat in Mare Nubium, in de buurt van de ringberg Guericke. |
| 12 oktober   | 1964 | Lancering van de Voschod 1 van de Sovjet-Unie, de eerste ruimtevlucht met een bemanning bestaande uit meer dan één persoon. Tevens eerste wetenschapper en arts in de ruimte. |
| 9 december   | 1964 | De lancering van de onbemande Gemini 1 mislukt. Men wil astronauten met het Gemini-project het koppelen, parkeren, ontkoppelen en verlaten van de capsules eigen maken, nodig voor het "Apollo-project." |
| 19 januari   | 1965 | De Gemini 2 wordt (onbemand) gelanceerd en na een ballistische vlucht van 3.350 km geborgen. De vlucht geldt als een succes. |
| 18 maart     | 1965 | Vanaf ruimtevaartuig Voschod 2 voert kosmonaut Aleksei Leonov de eerste ruimtewandeling uit. |
| 23 maart     | 1965 | De Gemini 3 wordt gelanceerd. Het is de eerste Amerikaanse ruimtevlucht met een meerpersoonsbemanning. Aan boord bevinden zich Virgil Grissom en John Young. |
| 3 juni       | 1965 | Lancering van de bemande Gemini 4, met aan boord James McDivitt en Edward White. White voert als eerste Amerikaan een ruimtewandeling uit. |
| 21 augustus  | 1965 | Lancering van de Gemini 5. Met deze ruimtevlucht van bijna acht dagen breken de Verenigde Staten voor het eerst het duurrecord voor bemande ruimtevluchten. |
| 26 november  | 1965 | Frankrijk lanceert vanuit Algerije met een Diamant A-raket zijn eerste satelliet genaamd Asterix |
| 4 december   | 1965 | Lancering van de Gemini 7, met aan boord Frank Borman en James Lovell. Gemini 7 vestigt een nieuw duurrecord (ruim 13 dagen en 18 uur), en heeft een rendezvous met Gemini 6A. |
| 15 december  | 1965 | Lancering van de Gemini 6A, met aan boord Wally Schirra en Thomas Stafford. Gemini 6A heeft een rendezvous met Gemini 7, het eerste in de geschiedenis. Voor het eerst zijn vier mensen tegelijk in de ruimte. |
| 1 maart      | 1966 | De Russische Venera 3 maakt een harde landing op Venus en is de eerste sonde die het oppervlak van een andere planeet bereikt. |
| 16 maart     | 1966 | Lancering van de bemande Gemini 8. De Gemini 8 voert de eerste koppeling met een ander (onbemand) ruimtevaartuig uit. De bemanning bestaat uit gezagvoerder Neil Armstrong en piloot David Scott. |
| 3 juni       | 1966 | De astronauten Stafford en Cernan bevinden zich aan boord van de Gemini-9 die ruim 72 uur in de ruimte verblijft. |
| 18 juli      | 1966 | De Gemini-10 wordt gelanceerd met aan boord de astronauten Young en Collins. |
| 12 september | 1966 | De astronauten Conrad en Gordon stijgen op aan boord van de Gemini-11. |
| 11 november  | 1966 | Het Gemini-project wordt afgesloten met de lancering van Gemini-12 met aan boord de astronauten Lovell en Aldrin. |
| 18 oktober   | 1967 | De Russische Venussonde Venera 4 neemt de eerste rechtstreekse metingen in de atmosfeer van een andere planeet. |
| 16 juli      | 1969 | Lancering van de "Apollo 11" die in een baan rond de aarde komt en vervolgens met drie astronauten koers zet richting maan. |
| 20 juli      | 1969 | Om 4.56 uur Midden-Europese tijd zet Neil Armstrong als eerste mens voet op de maan in de "Zee der Rust" (Mare Tranquillitatis). Hij doet dat met de woorden: "Dit is een kleine stap voor een mens, maar een reuzensprong voor de mensheid" ("A small step for a man, a giant leap for mankind"). Even later verlaat ook Buzz Aldrin de landingscapsule, de "Eagle" en plant hij de Amerikaanse vlag op het stoffige maanoppervlak. Terwijl de twee Amerikanen gruis verzamelen en meetapparatuur plaatsen, cirkelt Michael Collins in de commando-capsule van de Apollo 11 om de maan. Na drie uur te hebben verbleven op de maan, stijgen Armstrong en Aldrin weer op, voegen zich bij Collins en maken op 24 juli een veilige landing ("splashdown") in de Stille Oceaan. |
| 14 november  | 1969 | De "Apollo 12" vertrekt voor een bemande vlucht naar de maan. Hij landt daar op 19/11 (Oceanus Procellarum, Oceaan der Stormen). Aan boord bevinden zich de astronauten Charles Conrad Jr., Alan Bean en Richard Gordon. Ze brengen 34,4 kilogram maanmateriaal mee terug. |
| 14 december  | 1969 | Het Amerikaanse ruimteschip "Mariner 2" arriveert na een reis van 109 dagen, waarin een afstand wordt afgelegd van 290.000.000 km, bij de planeet Venus om deze met zijn instrumenten te onderzoeken. Het ruimteschip ontdekt dat Venus geen leven kent zoals dat op aarde voorkomt, omdat de oppervlakte-temperatuur 427 graden Celsius bedraagt. Bovendien ontdekt het dat Venus bedekt is met een dikke wolkenlaag, die 90 kilometer boven het oppervlak begint en daar een temperatuur heeft van 93 graden Celsius, waarbij in de wolken de temperatuur terugloopt tot 51 graden Celsius onder nul. Na zijn onderzoekingen stuurt het ruimteschip zijn gegevens naar "Cape Canaveral" in Amerika over een afstand van 55 miljoen kilometer.                               |